# Кормове
Кормове́ (до 1945 року — Тогайли́, крим. Toğaylı) — село Курманського району Автономної Республіки Крим.
Відстань від райцентру до населеного пункта Кормове становить 53 кілометрів по прямій.